# Rusłan Szejchow
Rusłan Szamiljewicz Szejchow (ros. Руслан Шамильевич Шейхов, biał. Руслан Шамільевіч Шэйхаў, Rusłan Szamiljewicz Szejchau; ur. 4 czerwca 1977) – rosyjski, od 2003 roku tadżycki, a od 2005 roku białoruski zapaśnik walczący w stylu wolnym, pochodzący z Dagestanu. Olimpijczyk z Londynu 2012, gdzie zajął siedemnaste miejsce w kategorii 96 kg.
Zdobył trzy brązowe medale na mistrzostwach świata w latach 2006 - 2011. Wicemistrz Europy w 2007. Trzeci w Pucharze świata w 2010.
Trzeci na mistrzostwach Rosji w 2002 roku.